# Ulaka, Velike Lašče
Ulaka este o localitate din comuna Velike Lašče, Slovenia, cu o populație de 50 de locuitori.